# Campti (Louisiana)
Campti ist eine Kleinstadt (mit dem Status „Town“) im Natchitoches Parish im US-amerikanischen Bundesstaat Louisiana. Das U.S. Census Bureau hat bei der Volkszählung 2020 eine Einwohnerzahl von 887 ermittelt.

## Geografie
Campti liegt im mittleren Nordwesten Louisianas am linken Ufer des Red River, eines rechten Nebenflusses des Mississippi.
Die geografischen Koordinaten von Campti sind 31°53′37″ nördlicher Breite und 93°07′06″ westlicher Länge. Das Stadtgebiet erstreckt sich über eine Fläche von 2,7 km².
Das Zentrum von Natchitoches liegt 17,6 km südlich. Weitere Nachbarorte von Campti sind Kraft (6,8 km westnordwestlich), Fairview Alpha (12,4 km nordwestlich), Creston (13 km nordöstlich), Clarence (12 km südöstlich) und Grand Ecore (11,7 km südsüdöstlich).
Die nächstgelegenen größeren Städte sind Shreveport (103 km nordwestlich), Arkansas’ Hauptstadt Little Rock (371 km nordnordöstlich), Mississippis Hauptstadt Jackson (327 km ostnordöstlich), Louisianas Hauptstadt Baton Rouge (286 km südöstlich), Louisianas größte Stadt New Orleans (413 km in der gleichen Richtung), Lafayette (253 km südsüdöstlich), Texas’ größte Stadt Houston (385 km südwestlich) und Dallas (399 km westnordwestlich).

## Verkehr
Die hier auf einem gemeinsamen Streckenabschnitt verlaufenden U.S. Highways 71 und 84 führen in Nord-Süd-Richtung durch das Stadtgebiet von Campti. Mit der Einmündung in den U.S. Highway im Norden des Stadtgebiets erreicht der Louisiana Highway 9 seinen südlichen Endpunkt. Im südlichen Stadtgebiet treffen die Louisiana Highways 480 und 486 zusammen. Alle weiteren Straßen sind untergeordnete Landstraßen, teils unbefestigte Fahrwege sowie innerörtliche Verbindungsstraßen.
Eine Eisenbahnstrecke für den Frachtverkehr der Kansas City Southern Railway (KCS) führt in Nordwest-Südost-Richtung durch das Stadtgebiet von Campti.
Mit dem Natchitoches Regional Airport befindet sich 21 km südlich ein kleiner Flugplatz für die Allgemeine Luftfahrt und den Lufttaxiverkehr. Die nächsten Verkehrsflughäfen sind der Alexandria International Airport (107 km südöstlich) und der Shreveport Regional Airport (113 km nordwestlich).

## Bevölkerung
Nach der Volkszählung im Jahr 2010 lebten in Campti 1056 Menschen in 421 Haushalten. Die Bevölkerungsdichte betrug 391,1 Einwohner pro Quadratkilometer. In den 421 Haushalten lebten statistisch je 2,51 Personen.
Ethnisch betrachtet setzte sich die Bevölkerung zusammen aus 70,0 Prozent Afroamerikanern, 27,4 Prozent Weißen, 0,5 Prozent amerikanischen Ureinwohnern, 0,1 Prozent (eine Person) Asiaten sowie 0,1 Prozent Polynesiern; 2,0 Prozent stammten von zwei oder mehr Ethnien ab. Unabhängig von der ethnischen Zugehörigkeit waren 0,8 Prozent der Bevölkerung spanischer oder lateinamerikanischer Abstammung.
30,7 Prozent der Bevölkerung waren unter 18 Jahre alt, 59,7 Prozent waren zwischen 18 und 64 und 9,6 Prozent waren 65 Jahre oder älter. 53,9 Prozent der Bevölkerung waren weiblich.
Im Jahr 2013 lag das mittlere jährliche Einkommen eines Haushalts lag bei 11.382 USD. Das Pro-Kopf-Einkommen betrug 9399 USD. 62,4 Prozent der Einwohner lebten unterhalb der Armutsgrenze.